# Johannes Mager
Johannes Mager (* 1925 in Dresden; † 5. April 2015 in Dresden) war ein deutscher Kunstwissenschaftler, Publizist und Autor. Schwerpunkte seiner wissenschaftlichen Arbeit waren Salz und Salzgewinnung.

## Leben
Johannes Mager studierte Maschinenbautechnik an den Ingenieurschulen Aue, Dresden und Leipzig. Von 1944 bis 1947 war er beim Wehrdienst sowie in sowjetischer Kriegsgefangenschaft, aus der er als Dystrophiker entlassen wurde.
Ab 1949 studierte er Pädagogik mit Schwerpunkt Naturwissenschaften, gefolgt von externen Studien an der Technischen Hochschule Dresden (Geschichte der Architektur) und an den Universitäten in Leipzig und Halle (Kunstgeschichte, Archäologie, Germanistik). 1978 wurde Mager an der Martin-Luther-Universität Halle-Wittenberg über das kursächsische Salinenwesen zum Dr. phil. promoviert.
Mager war vielseitig und auf Honorarbasis wissenschaftlich aktiv, so etwa für das Halloren- und Salinemuseum in Halle, das Büro für architekturbezogene Kunst und Denkmalpflege in Leipzig, das Institut für Denkmalpflege Halle und das Institut für Schweißtechnik Halle. Ab 1993 war er tätig für das Akademikerzentrum München und ab 1995 Mitarbeiter der Bayerischen Salzausstellung „Salz Macht Geschichte“ im Haus der Bayerischen Geschichte.

## Veröffentlichungen (Auswahl)
- Bad Sülze – Geschichte der einstigen Saline des Solbades im Norden Deutschlands. Hrsg.: Verein "Leben im Amtsbereich Bad Sülze" e.V., Kückenshagen 1997, ISBN 3-929370-68-9
- Salz, Gott erhalt's. Halloren- und Salinemuseum, Halle 1993
- Johann Gottfried Borlach. Ein biografischer Abriss anlässlich seines 300. Geburtstages. Hrsg.: Technisches Halloren- und Salinemuseum Halle und Rat der Stadt Bad Dürrenberg, Halle 1990, 58 Seiten
- Mühlenflügel und Wasserrad. Leipzig 1990, 2. Aufl.
- Die Kulturgeschichte der Mühlen. Tübingen 1989 sowie Leipzig 1988
- Kulturgeschichte der halleschen Salinen. Halle 1988
- Die Saline Kösen. Bad Kösen 1987
- Denkmale der Maschinen- und Gradiertechnik im ehemals kursächsischen Raum und den angrenzenden Gebieten. Promotionsschrift Halle 1978[4]

sowie zahlreiche Beiträge in wissenschaftlichen Veröffentlichungen.